# Бурачок турецький
Бурачок турецький (Alyssum smyrnaeum) — вид квіткових рослин родини капустяних (Brassicaceae).

## Біоморфологічна характеристика
Це однорічна рослина 5–10 см заввишки. Рослина запушена лише притиснутими зірчастими волосками. Стручечки голі, округлі та дещо здуті. Залозки дуже короткі, прямокутні. Період цвітіння: березень — травень. Відрізняється від A. minutum тим, що він більш витончений, кінцівка пелюстки ширша за кіготь і звужується до кігтя, голий або рідко волосистий.

## Поширення
Росте в Туреччині (у т. ч. європейській), Греції, Криму. Населяє перелоги, схили, осипи, макі.
В Україні росте на відкритих схилах та кам'янистих місцях — у Криму (ПБК, відомий тільки з ок. с. Новий Світ).